# Castello Franceschelli
Das Castello Franceschelli ist eine Höhenburg in der  italienischen Gemeinde Montazzoli in der Provinz Chieti.

## Geschichte
Die Burg ist nach den Baronen Franceschelli benannt, der Adelsfamilie, der die Burg von 1686 an gehörte (zusammen mit der Herrschaft über das gesamte Lehen Montazzoli, bestehend aus Tausenden von Hektar Land, Gebäuden, Herden und Anderem).

## Beschreibung
Einige Gelehrte glauben, dass die Burg sich aus einem rechteckigen Turm entwickelte, der auf der Nordseite, in der Nähe des Innenhofes, lag und den Teil nördlich des Colle Ripa kontrollierte. Ein äußerer Hof auf der Ostseite bestand aus Mühle, Ölmühle und Lagern. Die Burg ist auf zwei Straßen zu erreichen, die auf dem äußeren Hof enden. Die ältere Straße ist die den alten Gebäuden und Lagern nähergelegene und heute nicht mehr nutzbare, die andere ist eine Fahrstraße, die von Süden aus über eine Zugbrücke führt und von der aus eine Treppe zu einer Panoramaplattform zu erreichen ist.
Die Nordfassade, von der ein Fundament-Strebewerk und ein kleines Eckstück erhalten geblieben ist, wurde nach dem Erdbeben von 1907 wiederaufgebaut. Durch ein Tor in Sand- und Kalkstein gelangt man in einen Innenhof, der ein Tonnengewölbe mit Lünetten als Dach hat, in dem sich der Träger befindet, an dem die Zugbrücke aufgehängt ist. Von diesem Innenhof aus kann man in einige Wohnräume eintreten, die früher als Ställe und Dienstbotenquartiere dienten und von den letzten Erben ihrer Lehensherren, also den Franceschellis, 1920 bewohnbar gemacht wurden. Von dort aus gelangt man in die Küchen und die ehemaligen Kerker, auf denen ein Sandsteinblock mit der Inschrift „Nolite Nocere“ (dt.: Schade nicht) angebracht ist. Vom Hof aus gibt es eine Rampe, die zu den Wohnungen der Burgherren, geteilt in verschiedene Privatwohnungen, von denen nur eine von den Nachkommen der Lehensherren bewohnt wird, führt. Die heutigen Gebäude entstanden im 16.–17. Jahrhundert.

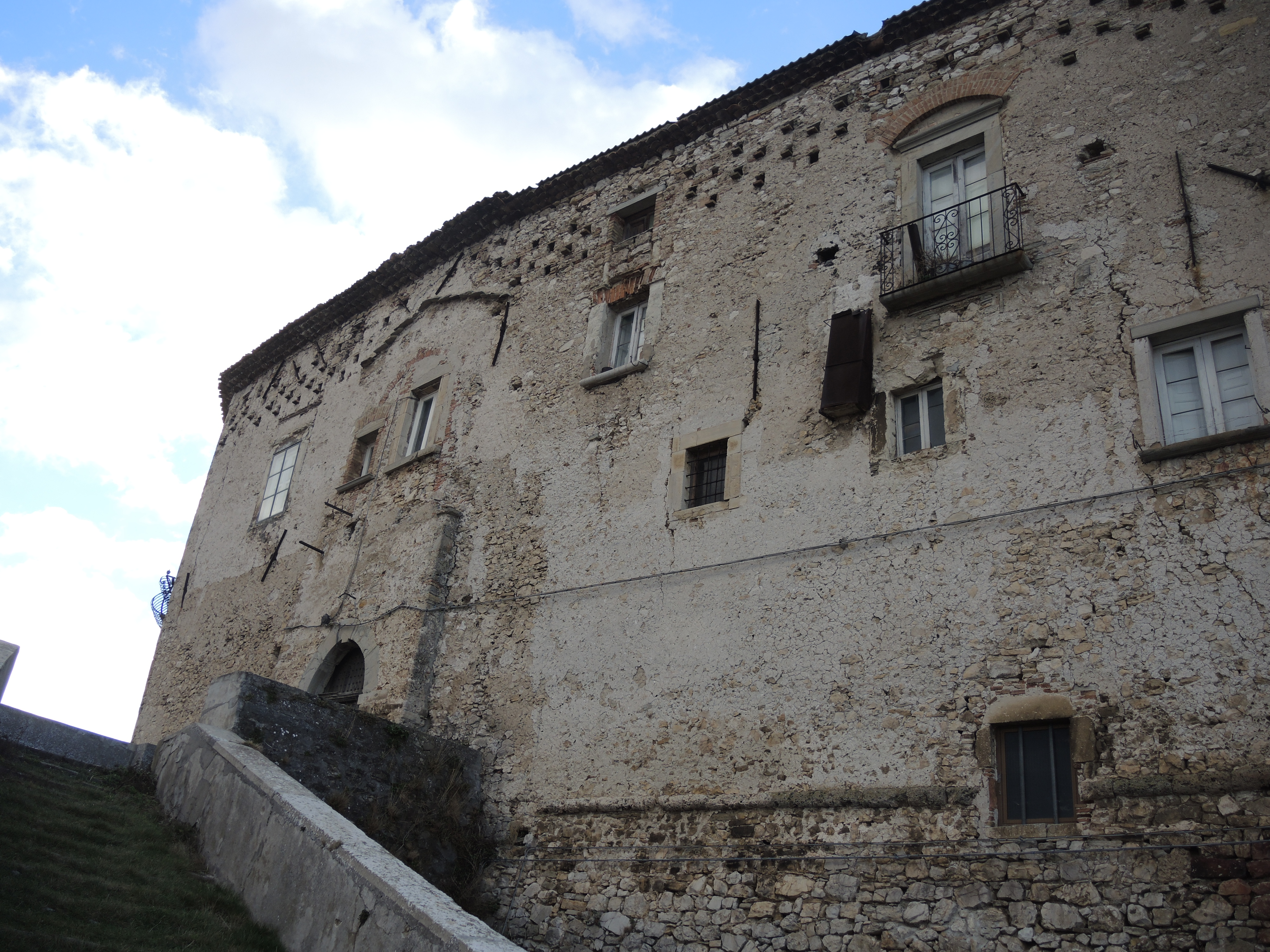
Fassade

Vor der Übernahme durch die Barone Franceschelli im Jahre 1686 wechselten sich die Di Sangros und die Gizzis im Besitz der Burg ab. Der Hof mit unregelmäßiger Form, die an den Umbau des Erdgeschosses angepasst wurde, sah, wie die Burg sich rundherum mit den verschiedenen Anbauten im Laufe der Zeit schloss. Der Besuch der Burg ist nach Erlaubnis durch die Eigentümer nur zu bestimmten Zeiten im Jahr, meistens im Sommer, möglich.